# Bray (Eure)
Bray is een gemeente in het Franse departement Eure (regio Normandië) en telt 255 inwoners (2005). De plaats maakt deel uit van het arrondissement Bernay.

## Geografie
De oppervlakte van Bray bedraagt 5,8 km², de bevolkingsdichtheid is 44,0 inwoners per km².
De onderstaande kaart toont de ligging van Bray (Eure) met de belangrijkste infrastructuur en aangrenzende gemeenten.

## Demografie
Onderstaande figuur toont het verloop van het inwonertal (bron: INSEE-tellingen).